# Dāvis Ikaunieks
Dāvis Ikaunieks (* 7. Januar 1994 in Kuldīga) ist ein lettischer Fußballspieler.

## Karriere

### Verein
Der Mittelstürmer begann seine Karriere bei den einheimischen Erstligisten FK Liepājas Metalurgs sowie FK Liepāja. Bei letzterem wurde er 2015 nationaler Meister und mit 15 Treffern auch Torschützenkönig der Virslīga. Dann folgte der Wechsel nach Tschechien und er spielte dort bis Ende 2023 für den FC Vysočina Jihlava, FK Jablonec, FC Fastav Zlín und FK Mladá Boleslav. 2018 wurde er in Lettland zum Fußballer des Jahres gewählt. Im Juli 2019 kehrte Ikaunieks kurzzeitig in seine Heimat zurück und gewann mit dem FK RFS den nationalen Pokal. Die Saison 2024 verbrachte er beim FA Šiauliai in der litauischen A lyga. Seit dem 1. Januar steht Ikaunieks beim Brunei DPMM FC unter Vertrag und spielt mit dem Verein in der Singapore Premier League.

### Nationalmannschaft
Von 2009 bis 2016 absolvierte Ikaunieks insgesamt 35 Partien für diverse lettische Jugendauswahlen und erzielte dabei fünf Treffer. Am 1. Juni 2016 debütierte er dann auch für die A-Nationalmannschaft Lettlands beim Baltic Cup gegen Litauen. Während des 2:1-Heimsiegs in Liepāja wurde er in der 65. Minute für seinen Bruder Jānis Ikaunieks eingewechselt. Seinen ersten Treffer erzielte der Stürmer dann knapp drei Monate später im Freundschaftsspiel gegen Luxemburg (3:1). Insgesamt stand er bis zum Juni 2024 in 46 Partien auf dem Feld und schoss dabei fünf Tore.

## Erfolge
Verein
- Lettischer Meister: 2015
- Lettischer Pokalsieger: 2019

Nationalmannschaft
- Baltic Cup-Sieger: 2016

## Auszeichnungen
- Torschützenkönig der lettischen 1. līga: 2010 (17 Tore)
- Torschützenkönig der lettischen Virslīga: 2015 (15 Tore)
- Lettischer Fußballer des Jahres: 2018

## Sonstiges
Sein jüngerer Bruder Jānis Ikaunieks (* 1995) ist ebenfalls Fußballprofi und steht seit 2023 beim lettischen Erstligisten FK RFS unter Vertrag.